# Friedrich Gottlieb Klingenberg
Friedrich Gottlieb Klingenberg (zm. 1720 w Szczecinie) – niemiecki kompozytor i organista.

## Życiorys
Pochodził z Berlina, kształcił się w Lubece u Dietricha Buxtehudego. Studiował także w Rostocku. Od około 1686 roku pełnił funkcję organisty w kościele św. Mikołaja w Berlinie. Był nauczycielem Johanna Christopha Pepuscha. W 1699 roku osiadł w Szczecinie, gdzie pełnił posługę organisty w kościołach św. Jakuba i św. Jana, a od 1712 roku również w kościele św. Gertrudy. W 1700 roku odebrał nowe organy w kościele św. Jakuba, zachował się sławiący go wiersz okolicznościowy napisany na tę okazję.
Był najważniejszym przedstawicielem szczecińskiej szkoły kantatowej. Komponował kantaty kościelne, a także liczne utwory okolicznościowe na uroczystości miejskie, weselne i żałobne. Jego utwory mają przeważnie formę arii zwrotkowych z ritornelami instrumentalnymi. Stosował obfitującą w modyfikacje późnobarokową instrumentację, obok tradycyjnych instrumentów w postaci viol da gamba i cynków stosował także bardziej nowoczesne instrumentarium: oboje, flety poprzeczne i rogi.